# Unsere Liebe Frau im Moos (Kicklingen)

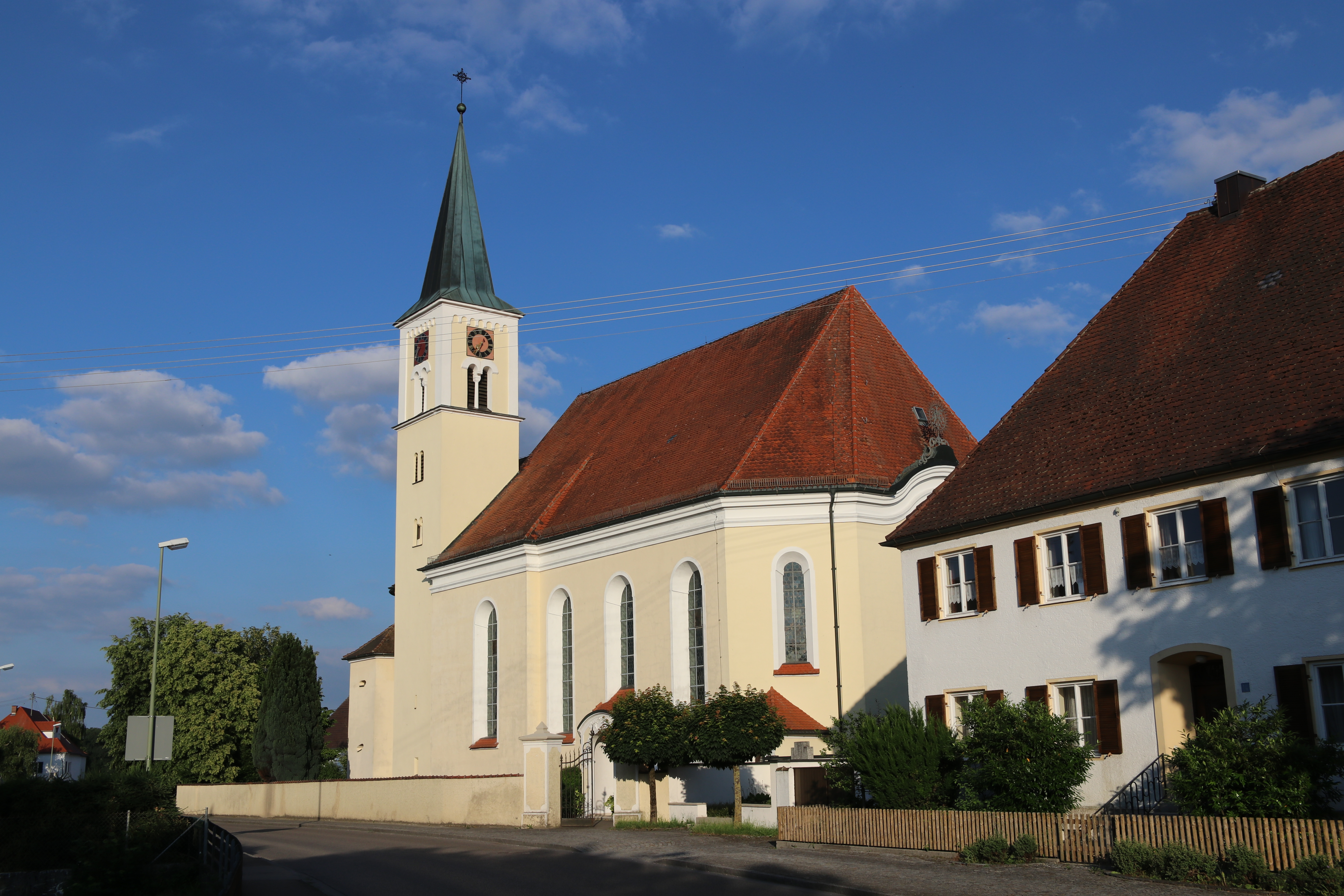
Pfarrkirche Unsere Liebe Frau im Moos

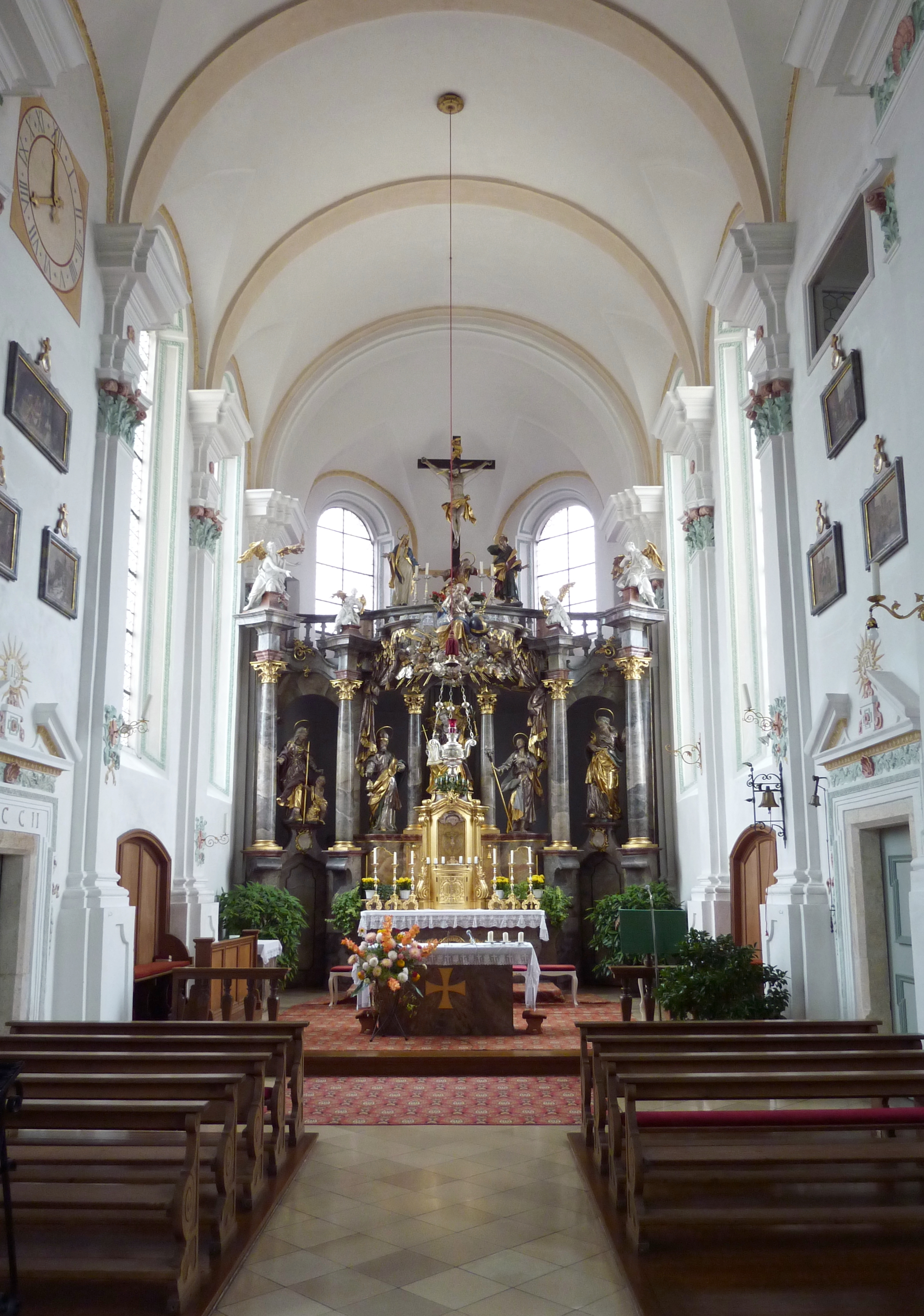
Kirchenschiff mit Blick zum Chor

Die römisch-katholische Pfarr- und Wallfahrtskirche Unsere Liebe Frau im Moos in Kicklingen, einem Stadtteil von Dillingen an der Donau im bayerischen Regierungsbezirk Schwaben, geht auf das Jahr 1702 zurück. Um 1760 erhielt der Chorraum eine Ausstattung im Stil des Rokoko und Skulpturen des Dillinger Bildhauers Johann Michael Fischer. Die Kirche gehört zu den geschützten Baudenkmälern in Bayern.

## Lage
Die Kirche liegt am westlichen Rand des ehemaligen Dorfes in einem ummauerten Friedhof.

## Geschichte
1387 wurde zum ersten Mal eine Kapelle im Weiler Kirstatt (Kirchstatt) beim Pfarrdorf Kicklingen urkundlich erwähnt. Für das Jahr 1441 sind zwei Gasthäuser neben dem Gotteshaus bezeugt, was als Hinweis für eine Wallfahrt, vermutlich zu einem Gnadenbild des wundertätigen Jesuskindes, gedeutet wird. Über die Ursprünge der Wallfahrt ist nichts bekannt.
In der zweiten Hälfte des 15. Jahrhunderts, als Kicklingen und Kirchstatt zusammengewachsen waren, wurde der Pfarrsitz von Kicklingen nach Kirchstatt verlegt und die ehemalige Filialkirche wurde Pfarrkirche. Urkunden von 1410 und 1425 belegen eine dem Patronat des heiligen Ulrich von Augsburg unterstellte Pfarrkirche in Kicklingen, die vermutlich bis zum Dreißigjährigen Krieg bestand. 1485 wird erstmals die Pfarrei Kirchstatt genannt.
Ab 1425 gehörte Kirchstatt zum Kartäuserkloster Christgarten. Als sich das Kloster der Reformation anschloss, wurde 1558 in der Pfarrei Kicklingen-Kirchstatt ein evangelischer Pfarrer eingesetzt und die Wallfahrt kam zum Erliegen. Das Gnadenbild wurde dem Dominikanerinnenkloster in Dillingen verkauft. 1618 gab es in der Pfarrei wieder einen römisch-katholischen Pfarrer und 1626 kehrte das Gnadenbild zurück, worauf die Wallfahrt wieder aufblühte. Aus der ursprünglichen Wallfahrt zum Jesuskind wurde eine Marienwallfahrt. Nach der Aufhebung der Kartause 1649 fiel Kicklingen-Kirchstatt in den Besitz der Grafen von Oettingen-Oettingen, die es 1701 an die Kartäuser von Buxheim verkauften. Diese begannen bereits im folgenden Jahr den Neubau einer großen Wallfahrtskirche, von der allerdings nur der Chor fertiggestellt wurde. 1718 wurde das Dillinger Bartholomäerinstitut, in deren Besitz die Kirche bis zur Säkularisation blieb, neuer Eigentümer. Während dieser Zeit erhielt der Chorraum seine Rokokoausstattung und Johann Michael Fischer schuf den Großteil der Skulpturen.
1884 wurde der Turm erhöht und während des Ersten Weltkrieges das 1672/73 erweiterte Langhaus durch das heutige Kirchenschiff ersetzt. Die Deckenfresken wurden 1940 bis 1942 ausgeführt.

## Architektur

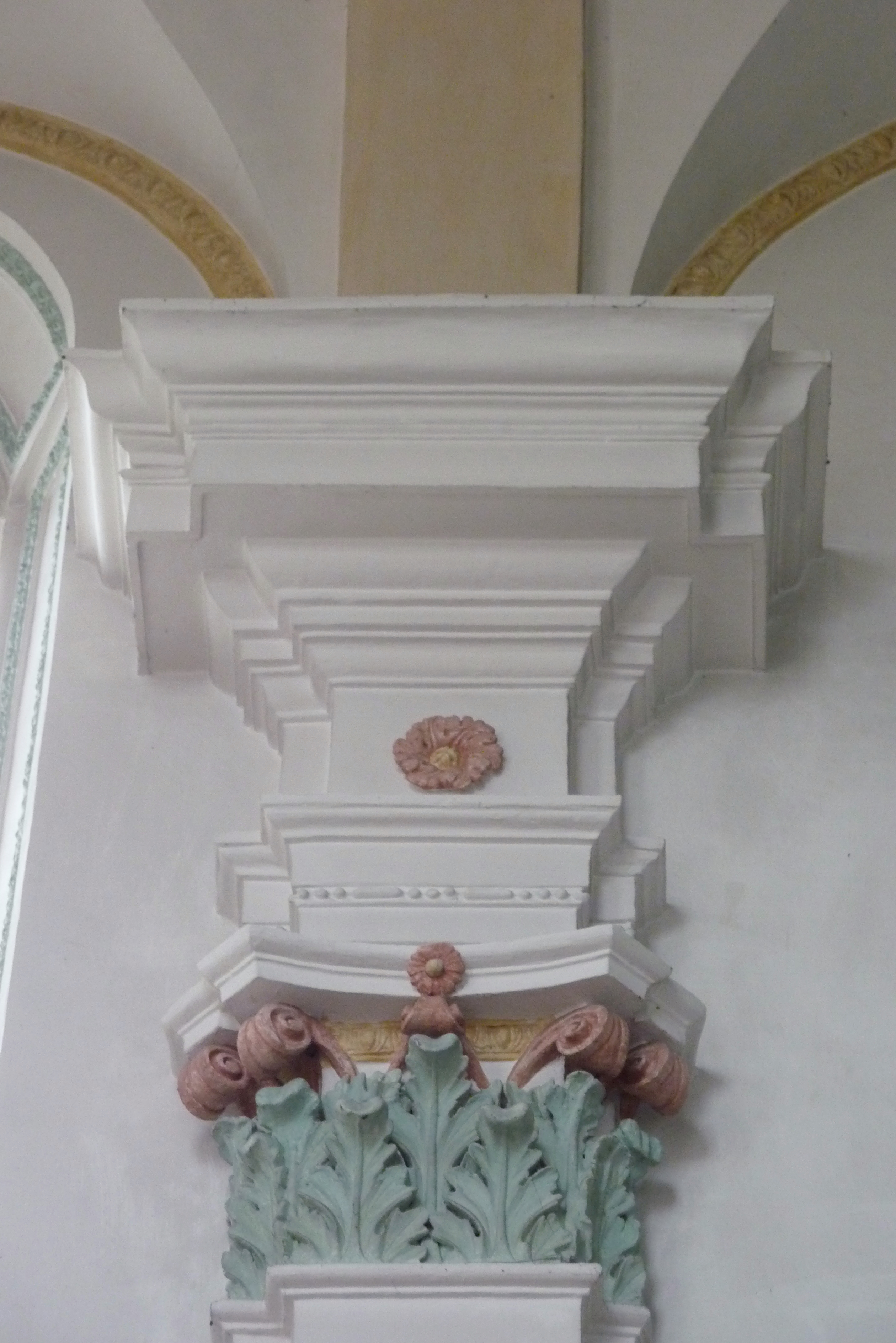
Pilasterkapitell

### Außenbau
Im nördlichen Chorwinkel erhebt sich der sechsgeschossige, mit einem Spitzhelm gedeckte Turm, dessen Unterbau aus Bruchsteinmauerwerk noch aus spätgotischer Zeit stammt. Der obere Teil des Turmes ist auf vier Seiten von Zwillingsklangarkaden durchbrochen, über denen ein neoromanischer Rundbogenfries verläuft.
Der Eingang an der Nordseite ist mit einem Vorzeichen versehen. Ein weiterer Eingang befindet sich an der Südseite der Kirche.

### Innenraum
Der einschiffige Kirchenraum ist in vier Achsen unterteilt. Im Osten schließen sich die drei Joche des um eine Stufe erhöhten, halbrund geschlossenen Chores an. Sein Tonnengewölbe wird von Gurtbögen unterfangen. Die Wände sind durch gestufte Pilaster mit ionisierenden Kapitellen gegliedert. Den westlichen Abschluss bildet eine Doppelempore, die auf Stuckmarmorsäulen aufliegt und die Orgel trägt.

## Stuck und Deckenbilder
Der Stuckdekor des Chores, der 1702 von Hieronymus Mair aus Dillingen geschaffen wurde, ist nur noch an den Türgewänden und den Pilasterkapitellen erhalten. Die Deckenbilder wurden während des Zweiten Weltkrieges von Josef Albrechskirchinger und Johann Michael Schmid geschaffen. Zentrales Thema ist Maria, Königin des Himmels, umgeben von Heiligen.

## Ausstattung

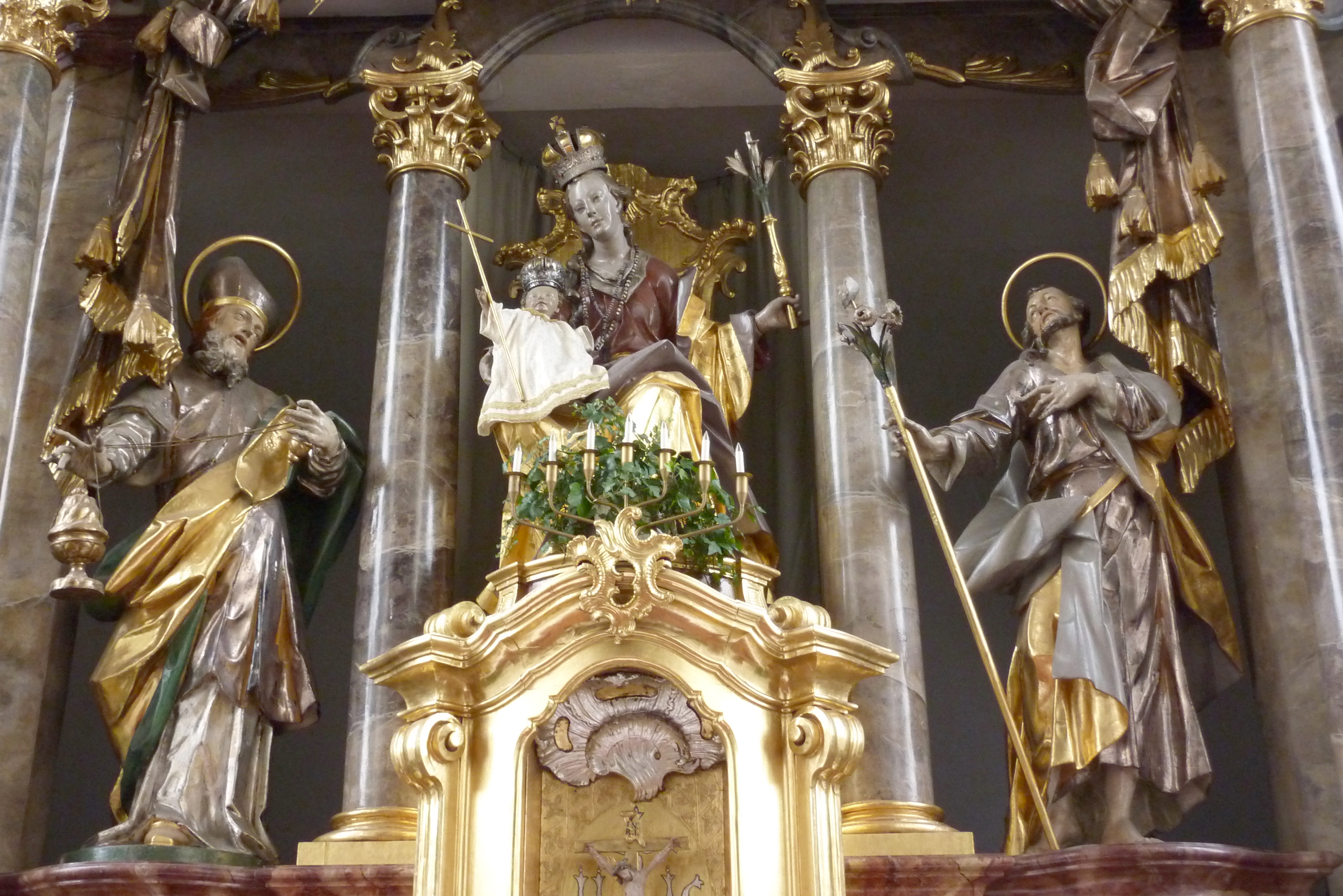
Hauptaltar

Der Hauptaltar ist ein Werk des Dillinger Bildhauers Johann Michael Fischer aus dem Jahr 1760. In der Mitte thront Maria, die wie das Jesuskind auf ihrem Schoß eine Krone trägt. Das Gnadenbild des Jesuskindes wird Johann Baptist Libigo zugeschrieben, der es 1683 noch für die Vorgängerkirche geschaffen haben soll. Libigo wird auch die Figur der heiligen Anna zugeschrieben, die rechts am Altar steht. Links außen steht die heilige Elisabeth mit ihrem Sohn, Johannes dem Täufer als Kind, dem die Attribute Lamm und Kreuz beigegeben sind. Die beiden inneren Figuren stellen Zacharias (mit Rauchfass) und den heiligen Josef (mit einem blühenden Stab) dar. Sechs Säulen mit korinthischen Kapitellen tragen einen Baldachin, auf dem Gottvater mit Zepter und Weltkugel sitzt. Dahinter befindet sich eine Kreuzigungsgruppe mit Maria, Johannes und Maria Magdalena.
Auf dem linken Seitenaltar steht die Figur einer Schmerzensmutter von 1770 von Johann Michael Fischer. Die Skulptur (von 1944) neben dem Altar stellt den heiligen Dominikus dar mit seinem Attribut, einem Hund mit einer brennenden Fackel im Maul. Über dem rechten Seitenaltarbild steht die Figur des heiligen Sebastian von Johann Baptist Libigo von 1680. Die Skulptur des heiligen Leonhard stammt aus dem ersten Viertel des 18. Jahrhunderts. Die Skulpturen des heiligen Johannes Nepomuk des heiligen Franz Xaver wurden um 1730 von Stephan Luidl geschaffen.
Die Kanzel ist – wie die gesamte Ausstattung des Langhauses – eine barocke Nachahmung und stammt aus dem 20. Jahrhundert. Für die Bekrönung des Schalldeckels wurde eine Holzfigur des Erzengels Michael von 1750/60 von Johann Michael Fischer wiederverwendet.
Das Taufbecken, eine Kalksteinmuschelschale mit oktogonalem Rand auf einem quadratischen Sockel, wird in das Jahr 1702 datiert.

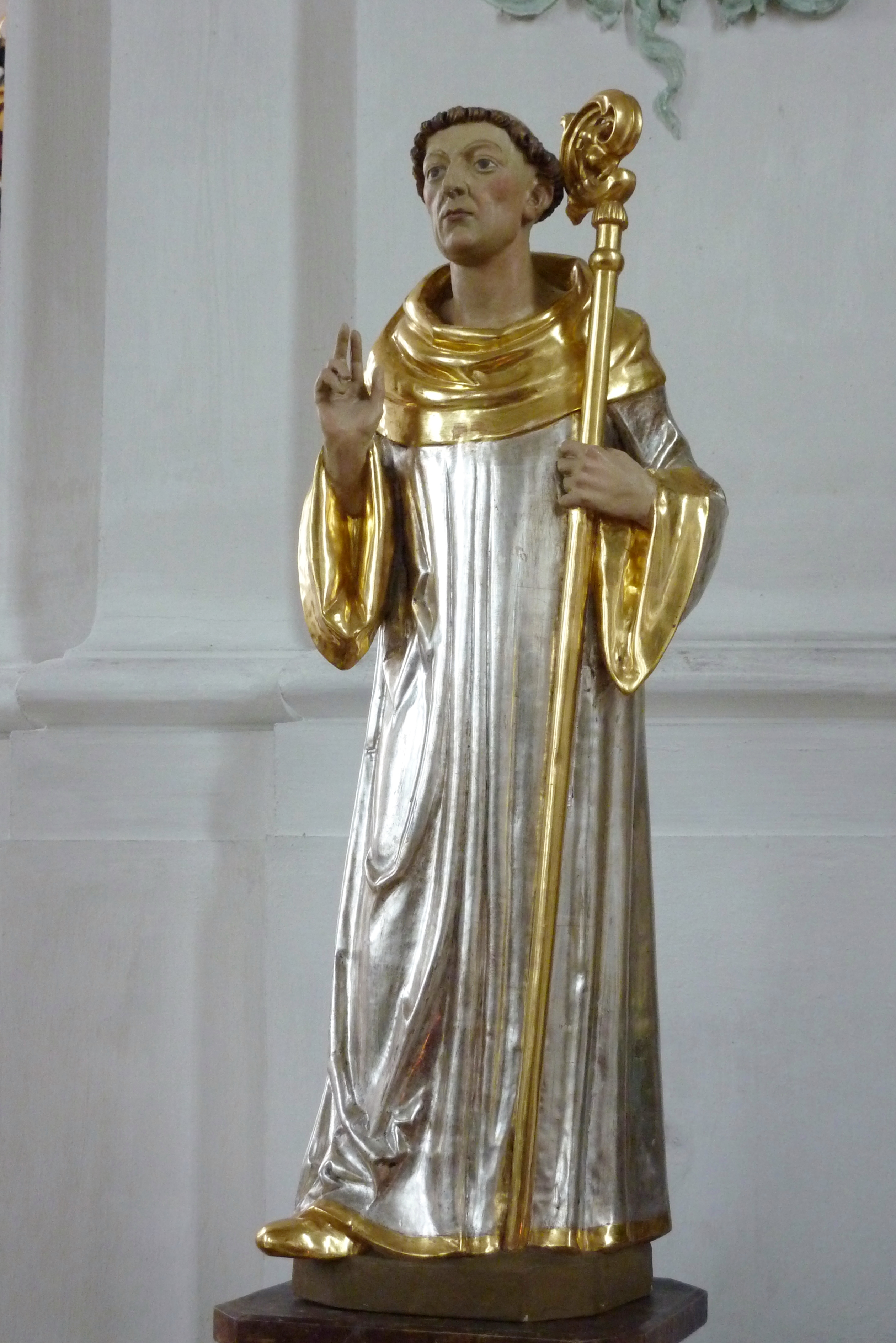
Heiliger Leonhard
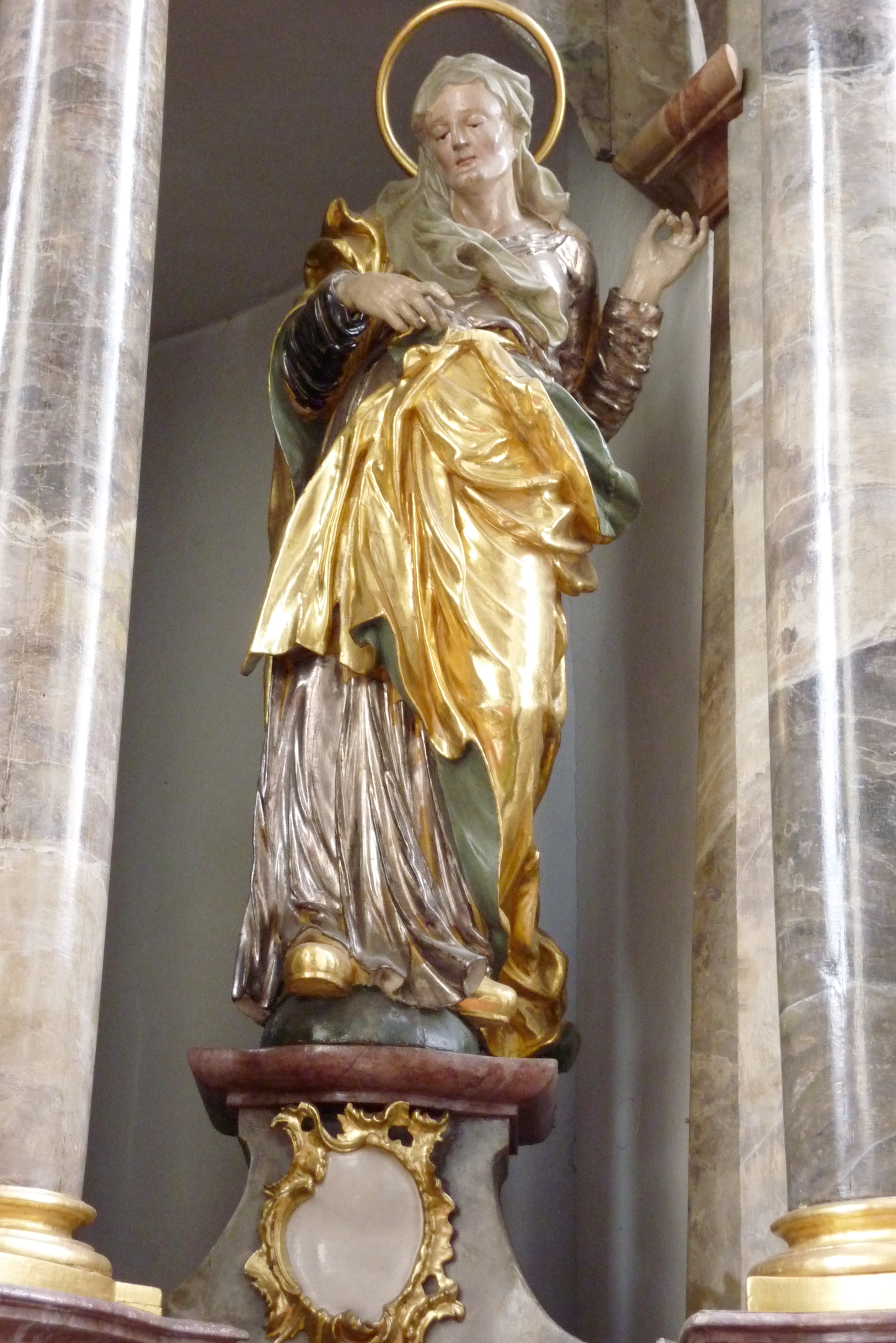
Heilige Anna
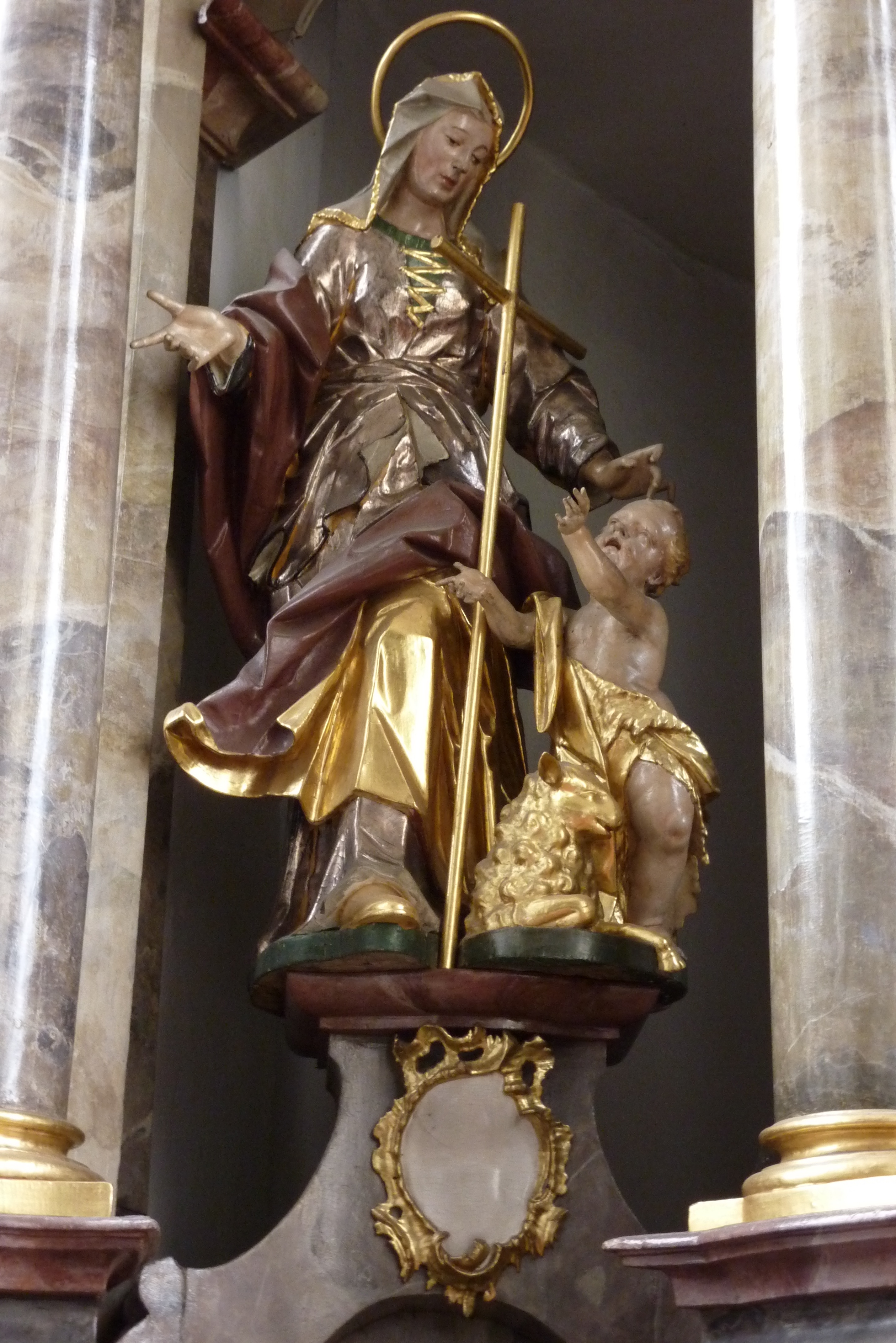
Heilige Elisabeth mit Johannes dem Täufer
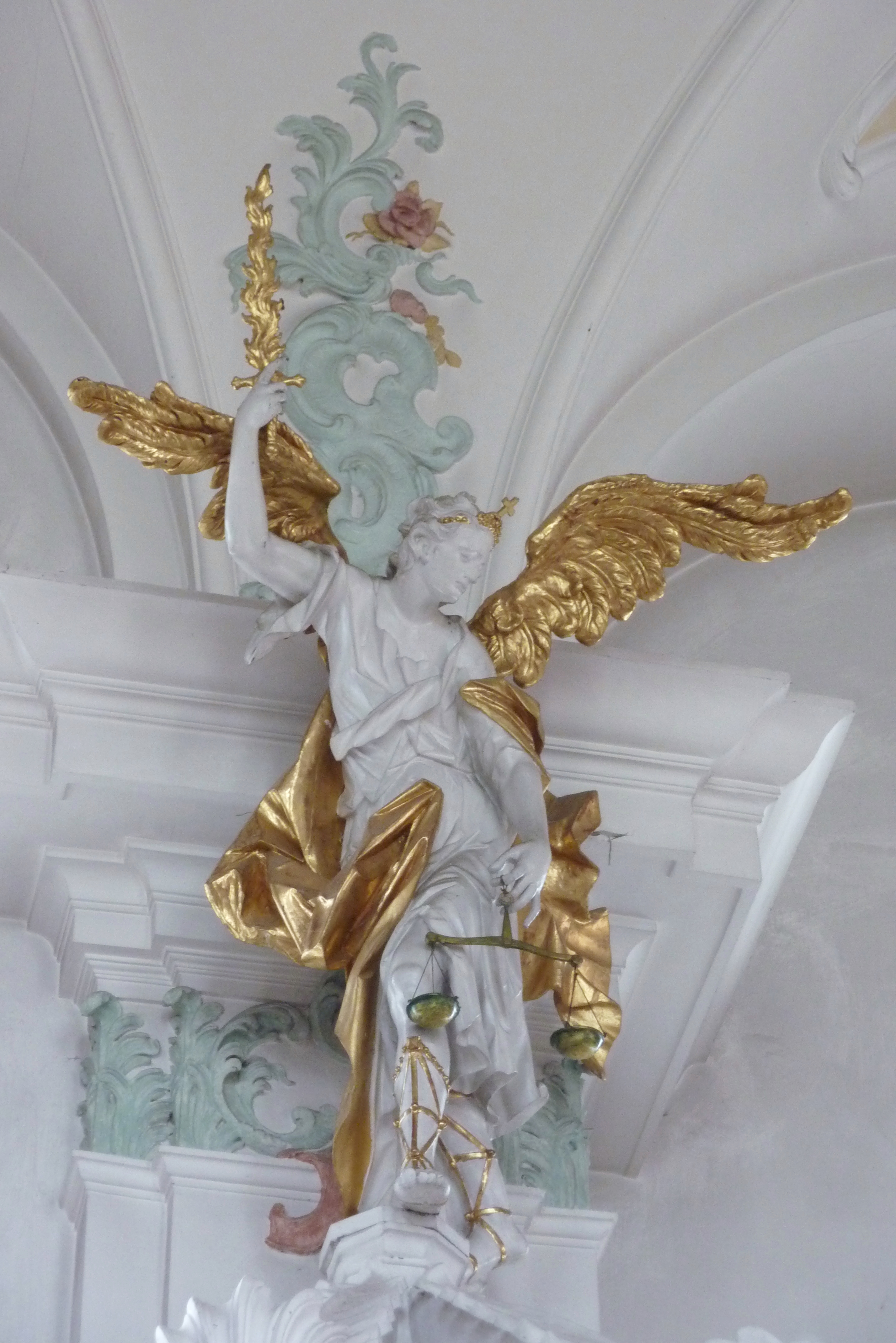
Erzengel Michael

## Orgel
Die Orgel wurde 1922 von der Firma G. F. Steinmeyer & Co. aus Oettingen eingebaut.